# The Remixes Collection THE IDOLM@STER TO D@NCE TO
『The Remixes Collection THE IDOLM@STER TO D@NCE TO』（リミックス コレクション アイドルマスター トゥ ダンス トゥ）は、2014年7月23日から日本コロムビアよりリリースされている、リミックスアルバム。

## 概要
それまでのアイドルマスターシリーズの楽曲をクラブ系などにリミックスしたアルバム。リミックスにはバンダイナムコスタジオのサウンドチームのクリエイターを中心として、ESTiも参加している。本作を作成するにあたってまとめ役を担った井上拓は「どのキャラの声を使うか配置だけしっかり決めて、曲調は指示せず、好きにやってもらいました」と語っている。
ヴォーカルは素材として一部使用しているだけで、歌は入っていない。
2017年には『アイドルマスター シンデレラガールズ』関連楽曲を使用した『THE IDOLM@STER CINDERELLA GIRLS TO D@NCE TO』も発売された。

## THE IDOLM@STER TO D@NCE TO
『THE IDOLM@STER』CDシリーズの「THE IDOLM@STER MASTERPIECE」から「THE IDOLM@STER MASTER SPECIAL」までの中から全13曲、78分を超える収録内容となっている。
収録曲
1. THE IDOLM@STER -Rio Hamamoto Remix-
作曲：BNGI（佐々木宏人）、アレンジ：BNSI（濱本理央）
2. まっすぐ -Ryo Watanabe Remix-
作曲：BNGI（Yoshi）、アレンジ：BNSI（渡辺量）
3. Mythmaker -Taku Inoue Remix-
作曲：BNGI（LindaAI-CUE）、アレンジ：BNSI（Taku Inoue）
4. KisS -Hiroyuki Kawada Remix-
作曲：橋本由香利、アレンジ：BNSI（川田宏行）
5. 乙女よ大志を抱け!! -Takafumi Sato Remix-
作曲：白戸佑輔、アレンジ：BNSI（佐藤貴文）
6. キミはメロディ -AJURIKA Remix-
作曲：BNGI（内田哲也）、アレンジ：AJURIKA
7. my song -LindaAI-Cue Remix-
作曲：神前暁、アレンジ：BNSI（LindaAI-CUE）
8. 蒼い鳥 -Taku Inoue Remix-
作曲：BNGI（椎名豪）、アレンジ：BNSI（Taku Inoue）
9. GO MY WAY!! -ESTi Remix-
作曲：BNGI（神前暁）、アレンジ：ESTi
10. スタ→トスタ→ -AJURIKA Remix-
作曲：BNGI（おおくぼひろし）、アレンジ：AJURIKA
11. shiny smile -百引一 Remix-
作曲：BNGI（Yoshi）、アレンジ：百引一
12. キラメキラリ –おおくぼひろし Remix-
作曲：神前暁、アレンジ：BNSI（おおくぼひろし）
13. 魔法をかけて! -Ryo Watanabe Remix-
作曲：BNGI（神前暁）、アレンジ：BNSI（渡辺量）

## THE IDOLM@STER CINDERELLA GIRLS TO D@NCE TO
『アイドルマスター シンデレラガールズ』関連楽曲のリミックスアルバム。前述の「TO D@NCE TO」は一般発売されたが、本作は2017年8月12日に開催されたイベント「THE IDOLM@STER CINDERELLA GIRLS 5thLIVE TOUR Serendipity Parade!!!」のさいたまスーパーアリーナ公演にて限定販売された。また、2018年4月7日・8日に行われたイベント「THE IDOLM@STER CINDERELLA GIRLS Initial Mess@ge」でも開催を記念して復刻販売され、2024年6月12日からは配信でのリリースも行われている。
収録曲
1. メッセージ -Future PicoPico Remix-
作曲：滝澤俊輔（TRYTONELABO）、アレンジ：ヒゲドライバー
2. 2nd SIDE -雨あがり Remix-
作曲：ESTi、アレンジ：BNSI（大久保博）
3. ススメ☆オトメ ～jewel parade～ -Blooming Floral Remix-
作曲：田中秀和（MONACA）、アレンジ：ESTi
4. Hotel Moonside -Take me away from Metropolis Remix-
作曲：BNSI（Taku Inoue）、アレンジ：烏屋茶房
5. 秘密のトワレ -Midnight Lab Remix-
作曲：ササキトモコ、アレンジ：BNSI（Taku Inoue）
6. TOKIMEKIエスカレート -Tropical Summer Nude Remix-
作曲：BNSI（内田哲也）、アレンジ：石濱翔（MONACA）
7. ミツボシ☆☆★ -Happily Ever After Remix-
作曲：BNSI（kyo）、アレンジ：ミト（クラムボン）
8. あんずのうた -ノるあんず2000（DJ過重労働）Remix-
作曲：BNEI（佐藤貴文）、アレンジ：BNSI（LindaAI-CUE]）
9. Love∞Destiny -Jealous prisoner Remix-
作曲：BNSI（kyo）、アレンジ：百引一
10. こいかぜ -Night Wind Remix-
作曲：BNEI（椎名豪）、アレンジ：AJURIKA
11. Nation Blue -蒼く蒼く蒼く Remix-
作曲：遠山明孝、アレンジ：BNSI（濱本理央）
12. ショコラ・ティアラ -Before Sunrise Remix-
作曲：BNEI（kyo）、アレンジ：BNSI（渡辺量）

## THE IDOLM@STER TO D@NCE TO!!
2020年発売のアルバムシリーズ「THE IDOLM@STER MASTER ARTIST 4」の購入特典CD。コロムビア・ミュージックショップで販売される、同時発売の3タイトルをセットにした連動特装版に付属する。
収録曲（Vol.1）
01・春香、02・貴音、03・やよい連動特装版に付属。
1. M@STERPIECE -Mitsuhiro Kitadani Remix-
作曲：神前暁（MONACA）、アレンジ：BNSI（北谷光浩）
2. きゅんっ！ヴァンパイアガール -Keiichi Hirokawa Remix-
作曲：ササキトモコ、アレンジ：広川恵一（MONACA）
3. ビジョナリー -AJURIKA Remix-
作曲：BNEI（中川浩二）、アレンジ：AJURIKA

収録曲（Vol.2）
04・真、05・響、06・亜美連動特装版に付属。
1. ラムネ色 青春 -mifumei Remix-
作曲：田中秀和（MONACA）、アレンジ：BNSI（ミフメイ）
2. MOONY -DJ'TEKINA//SOMETHING a.k.a ゆよゆっぺ Remix-
作曲：Funta7、アレンジ：DJ'TEKINA//SOMETHING a.k.a ゆよゆっぺ
3. SMOKY THRILL -Rio Hamamoto Remix-
作曲：BNEI（uRy）、アレンジ：BNSI（濱本理央）

収録曲（Vol.3）
07・美希、08・あずさ、09・律子連動特装版に付属。
1. 私たちはずっと…でしょう？ -Ryo Watanabe Remix-
作曲：佐々木宏人、アレンジ：BNSI（渡辺量）
2. ハニカミ！ファーストバイト -ESTi Remix-
作曲：BNEI（中川浩二）、アレンジ：ESTi
3. We just started -Kakeru Ishihama Remix-
作曲：小野貴光、アレンジ：石濱翔（MONACA）

収録曲（Vol.4）
10・千早、11・雪歩、12・伊織、13・真美連動特装版に付属。
1. 約束 -Hidekazu Tanaka Remix-
作曲：BNEI（中川浩二・小林啓樹）、アレンジ：田中秀和（MONACA）
2. 何度も言えるよ -Takafumi Sato Remix-
作曲：川田瑠夏、アレンジ：BNSI（佐藤貴文）
3. MUSIC♪ -TAKU INOUE Remix-
作曲：BNEI（渡辺量）、アレンジ：TAKU INOUE
4. おとなのはじまり -LindaAI-CUE Remix-
作曲：小野貴光、アレンジ：BNSI（LindaAI-CUE）

## THE IDOLM@STER CINDERELLA GIRLS TO D@NCE TO TOO！
『アイドルマスター シンデレラガールズ』関連楽曲のリミックスアルバム第2弾。本作は2022年4月2・3日に開催されたイベント「THE IDOLM@STER CINDERELLA GIRLS  10th ANNIVERSARY M@GICAL WONDERLAND!!!」にて限定販売された。後に事後通販を求める声が多かったことを受け、同年5月13日よりコロムビアミュージックショップにて事後通販が行われ、2024年6月17日からは配信でのリリースも行われている。
収録曲
1. Stage Bye Stage -emon(Tes.) Remix-
作曲：睦月周平、アレンジ：emon（Tes.）
2. O-Ku-Ri-Mo-No Sunday! -ヒゲドライバー Remix-
作曲：烏屋茶房・篠崎あやと、アレンジ：ヒゲドライバー
3. OTAHEN アンセム -Massive New Krew Remix-
作曲：BNSI（佐藤貴文）、アレンジ：Massive New Krew（篠崎あやと・橘亮祐）
4. お願い！シンデレラ -山本真央樹 Remix-
作曲：BNSI（内田哲也）、アレンジ：山本真央樹
5. Tulip -TAKU INOUE Remix-
作曲：石濱翔（MONACA）、アレンジ：TAKU INOUE
6. 14平米にスーベニア -広川恵一 Remix-
作曲：emon（Tes.）、アレンジ：広川恵一（MONACA）
7. レッド・ソール -烏屋茶房 Remix-
作曲：塩原大貴（SUPA LOVE）、アレンジ：烏屋茶房
8. アタシポンコツアンドロイド -北谷光浩 Remix-
作曲：ササキトモコ、アレンジ：BNSI（北谷光浩）
9. Last Kiss -ESTi Remix-
作曲：坂部剛、アレンジ：ESTi
10. Pretty Liar -ミフメイ Remix-
作曲：石濱翔（MONACA）、アレンジ：BNSI（ミフメイ）
11. Secret Daybreak -石濱翔 Remix-
作曲：烏屋茶房、アレンジ：石濱翔（MONACA）
12. つぼみ -DJ'TEKINA//SOMETHING a.k.a ゆよゆっぺ Remix-
作曲：滝澤俊輔（TRYTONELABO）、アレンジ：DJ'TEKINA//SOMETHING a.k.a ゆよゆっぺ